# 高山汽车短期大学
高山汽车短期大学（日语：／ Takayama Jidōsha Tanki Daigaku *），简称高短（たかたん），是一所位于日本岐阜县高山市的私立短期大学。

## 概要

### 简介
- 学校最早可以追溯到1961年即各种学校创立[注 2]。短期大学为于1975年开办[1]、由学校法人高山短期大学经营。

### 历史
- 1975年 高山短期大学成立并同时设置汽车工业学科[1]。
- 1985年 商经学科成立[2]。
- 2000年 汽车工业学科变更为汽车工学科[1]。
- 2003年 商经学科招生最后[2]。
- 2005年 今年3月31日商经学科停办[2]。
- 2006年 高山短期大学改校名为高山自动车短期大学[1]。
- 2008年 专科汽车工学专攻成立[1]。

### 宪章
- 请参看高山汽车短期大学的标志 （日語） 2013年11月23日阅览。

## 学校环境
- 校区：在岐阜县高山市

## 历任校长
- 一野哲朗：第一代短期大学校长[3]。
- 中村实：现在短期大学校长[4]

## 组织

### 学科
- 汽车工学科

### 前学科
- 商经学科[注 1]

### 专科
| - 汽车工学专攻 |

### 业余课程
| - 没有 |

### 附属学校
| - 幼儿园。 |

### 附属机关
| - 图书馆 - 飞驒自然博物馆 |

## 相关链接
- 日本短期大学列表